# Vanua Levu
Vanua Levu és la segona illa en grandària de Fiji, el nom significa Gran Terra. Situada en les coordenades a 64 km de l'illa més gran Viti Levu. Amb una àrea de 5.587 km², posseeix una forma triangular amb una longitud màxima de 180 km i una amplàda de 30 a 50 km. De la part sud-est sorgeix una península estreta.
L'illa és volcànica, amb una cadena de muntanyes al centre, la màxima altitud del qual és Nasorolevu de 1.032 m. Dividint el país de dues zones geogràfiques de clima distint. El sud-est de l'illa que rep vents alisis és més humit mentre que la part nord-occidental és més seca. Els principals productes de l'illa són la copra i el sucre. La població de l'illa arriba als 130.000 habitants, sent la major ciutat Labasa situada en el delta del riu del mateix nom, que va ser fundada pels treballadors indis.
El primer europeu que va veure l'illa va ser l'holandès Abel Tasman. Aquesta illa no obstant això va estar habitada abans que Viti Levu.